# Naturbahnrodel-Weltcup 2000/01
Der Naturbahnrodel-Weltcup 2000/01 wurde in drei Disziplinen und in jeweils fünf Saisonrennen ausgetragen. Der für Januar geplante Parallelwettbewerb in Triesenberg musste wegen Schneemangels nach Wildschönau verlegt werden, konnte aber auch dort wegen zu hoher Temperaturen nicht durchgeführt werden.

## Damen-Einsitzer

### Ergebnisse
| Datum                    | Ort           | Siegerin               | Zweite                 | Dritte                 |
| ------------------------ | ------------- | ---------------------- | ---------------------- | ---------------------- |
| 2. bis 4. Januar 2001    | Umhausen      | Sandra Mariner         | Marlies Wagner         | Jekaterina Lawrentjewa |
| 5. bis 7. Januar 2001    | Unterammergau | Sonja Steinacher       | Sandra Mariner         | Jekaterina Lawrentjewa |
| 12. bis 14. Januar 2001  | Lüsen         | Sonja Steinacher       | Jekaterina Lawrentjewa | Sandra Mariner         |
| 9. bis 11. Februar 2001  | Moskau        | Jekaterina Lawrentjewa | Ljubow Panjutina       | Sonja Steinacher       |
| 16. bis 18. Februar 2001 | Hüttau        | Jekaterina Lawrentjewa | Sonja Steinacher       | Ljubow Panjutina       |

### Weltcupstand
Endstand nach fünf Rennen
| Rang | Name                   | Punkte |
| ---- | ---------------------- | ------ |
| 01   | Jekaterina Lawrentjewa | 425    |
| 02   | Sonja Steinacher       | 415    |
| 03   | Sandra Mariner         | 349    |
| 04   | Ljubow Panjutina       | 304    |
| 05   | Marlies Wagner         | 302    |
| 06   | Sabine Kogler          | 252    |
| 07   | Sandra Schopf          | 176    |
| 08   | Simona Martin          | 162    |
| 09   | Irene Mitterstieler    | 161    |
| 10   | Julija Wetlowa         | 136    |

| Rang | Name                   | Punkte |
| ---- | ---------------------- | ------ |
| 11   | Magdalena Hula         | 135    |
| 12   | Michaela Maurer        | 128    |
| 13   | Renate Gietl           | 127    |
| 14   | Ewelina Żurek          | 090    |
| 15   | Lorraine Thirsk        | 056    |
| 16   | Jekaterina Zaroutskaja | 046    |
| 17   | Erna Schweigl          | 042    |
| 18   | Polina Danilewskaja    | 028    |
| 19   | Bianca Kern            | 026    |
| 20   | Ursina Schneider       | 025    |

## Herren-Einsitzer

### Ergebnisse
| Datum                    | Ort           | Sieger            | Zweiter             | Dritter                             |
| ------------------------ | ------------- | ----------------- | ------------------- | ----------------------------------- |
| 2. bis 4. Januar 2001    | Umhausen      | Gerhard Pilz      | Robert Batkowski    | Ferdinand Hirzegger                 |
| 5. bis 7. Januar 2001    | Unterammergau | Anton Blasbichler | Martin Gruber       | Ferdinand Hirzegger Reinhard Gruber |
| 12. bis 14. Januar 2001  | Lüsen         | Reinhard Gruber   | Ferdinand Hirzegger | Anton Blasbichler                   |
| 9. bis 11. Februar 2001  | Moskau        | Gerhard Pilz      | Robert Batkowski    | Anton Blasbichler                   |
| 16. bis 18. Februar 2001 | Hüttau        | Gerhard Pilz      | Gerald Kallan       | Anton Blasbichler                   |

### Weltcupstand
Endstand nach fünf Rennen
| Rang | Name                  | Punkte |
| ---- | --------------------- | ------ |
| 01   | Gerhard Pilz          | 415    |
| 02   | Anton Blasbichler     | 360    |
| 03   | Ferdinand Hirzegger   | 321    |
| 04   | Robert Batkowski      | 294    |
| 05   | Gerald Kallan         | 291    |
| 06   | Reinhard Gruber       | 248    |
| 07   | Roland Kallan         | 246    |
| 08   | Marcus Grausam        | 208    |
| 09   | Florian Breitenberger | 184    |
| 10   | Martin Gruber         | 163    |
| 11   | Martin Psenner        | 140    |
| 12   | Borut Kralj           | 129    |
| 13   | Gašper Benedik        | 122    |
| 14   | Grega Spendov         | 114    |
| 15   | Gernot Schwab         | 110    |
| 16   | Georg Maurer          | 107    |
| 17   | Patrick Clemens       | 106    |
| 18   | Daniele Pieiller      | 096    |

| Rang | Name                | Punkte |
| ---- | ------------------- | ------ |
| 19   | John Gibson         | 93     |
| 20   | Damian Waniczek     | 83     |
| 21   | Denis Alimow        | 76     |
| 22   | Patrick von Allmen  | 66     |
| 23   | Andrzej Laszczak    | 61     |
| 24   | Borut Fejfar        | 53     |
| 25   | Herbert Pilz        | 46     |
| 26   | Roman Molwistow     | 45     |
| 27   | Andrew Kolody       | 44     |
| 28   | Tom Power           | 43     |
| 29   | David Mair          | 42     |
| 30   | Wolfgang Brettner   | 39     |
| 31   | Alexei Lebedew      | 36     |
| 32   | Iwan Lasarew        | 34     |
|      | Gerald Kammerlander | 34     |
| 34   | Andrej Kilin        | 32     |
|      | Daniel Quitta       | 32     |
| 36   | Florian Gratz       | 31     |

| Rang | Name              | Punkte |
| ---- | ----------------- | ------ |
| 37   | Igor Rozin        | 28     |
| 38   | Alois Reichl      | 25     |
| 39   | Nick Schellenberg | 23     |
|      | Maxim Batunin     | 23     |
| 41   | Tomi Ahonen       | 22     |
| 42   | Knut Solheim      | 19     |
| 43   | Jewhen Bilonenko  | 17     |
|      | Tomáš Papiorek    | 17     |
| 45   | Robert Bayer      | 16     |
|      | Kristian Roel     | 16     |
|      | Petr Pulcer       | 16     |
| 48   | Rudolf Schwarz    | 15     |
|      | Jan Zaoral        | 15     |
| 50   | Michael Törnquist | 13     |
| 51   | Anton Holton      | 11     |
| 52   | Mikka Uotila      | 10     |
| 53   | Eddy Dunlop       | 07     |
| 54   | Andrij Hitaylo    | 04     |

## Doppelsitzer

### Ergebnisse
| Datum                    | Ort           | Sieger                         | Zweiter                              | Dritter                        |
| ------------------------ | ------------- | ------------------------------ | ------------------------------------ | ------------------------------ |
| 2. bis 4. Januar 2001    | Umhausen      | Reinhard Beer Herbert Kögl     | Wolfgang Schopf Andreas Schopf       | Eddy Perrin Emanuele Giannelli |
| 5. bis 7. Januar 2001    | Unterammergau | Peter Lechner Peter Braunegger | Reinhard Beer Herbert Kögl           | Armin Mair David Mair          |
| 12. bis 14. Januar 2001  | Lüsen         | Armin Mair David Mair          | Denis Alimow Roman Molwistow         | Peter Lechner Peter Braunegger |
| 9. bis 11. Februar 2001  | Moskau        | Wolfgang Schopf Andreas Schopf | Harald Kleinhofer Gerhard Mühlbacher | Denis Alimow Roman Molwistow   |
| 16. bis 18. Februar 2001 | Hüttau        | Wolfgang Schopf Andreas Schopf | Armin Mair David Mair                | Denis Alimow Roman Molwistow   |

### Weltcupstand
Endstand nach fünf Rennen
| Rang | Name                                   | Punkte |
| ---- | -------------------------------------- | ------ |
| 01   | Wolfgang Schopf – Andreas Schopf       | 385    |
| 02   | Armin Mair – David Mair                | 370    |
| 03   | Peter Lechner – Peter Braunegger       | 285    |
| 04   | Reinhard Beer – Herbert Kögl           | 240    |
| 05   | Denis Alimow – Roman Molwistow         | 225    |
| 06   | Andrzej Laszczak – Damian Waniczek     | 206    |
| 07   | Eddy Perrin – Emanuele Giannelli       | 180    |
| 08   | Thomas Graf – Michael Graf             | 147    |
| 09   | Harald Kleinhofer – Gerhard Mühlbacher | 145    |
| 10   | Eugeni Jakunin – Sergei Garipow        | 055    |
| 11   | Pawel Popow – Michail Trufanow         | 046    |

## Nationenwertung
| Rang | Land        | Punkte |
| ---- | ----------- | ------ |
| 1    | Österreich  | 3891   |
| 2    | Italien     | 2869   |
| 3    | Russland    | 1539   |
| 4    | Deutschland | 0637   |
| 5    | Polen       | 0575   |
| 6    | Slowenien   | 0418   |
| 7    | Kanada      | 0275   |
| 8    | Schweiz     | 0111   |

| Rang | Land                   | Punkte |
| ---- | ---------------------- | ------ |
| 09   | Tschechien             | 48     |
| 10   | Norwegen               | 35     |
| 11   | Finnland               | 32     |
| 12   | Vereinigtes Königreich | 30     |
| 13   | Liechtenstein          | 25     |
| 14   | Schweden               | 24     |
| 15   | Ukraine                | 21     |
| 0    | 0                      | 0      |